# ديريك ويب
ديريك ويب، هو مغن مؤلف ومغني أمريكي، ولد في 27 مايو 1974.

## وصلات خارجية
- الموقع الرسمي
- ديريك ويب على موقع ميوزك برينز (الإنجليزية)
- ديريك ويب على موقع ديسكوغز (الإنجليزية)